# Maja Đukanović
Maja Đukanović, jezikoslovka, prevajalka in univerzitetna profesorica slovenskega in francoskega jezika, * 1962, Ljubljana.

## Življenje in izobraževanje
Maja Đukanović, rojena leta 1962 v Ljubljani, je osnovno in srednjo šolo obiskovala v Srbiji, v Beogradu. Na Filološki fakulteti je študirala francoščino in poleg dodatno opravila izpit iz slovenščine, stare cerkvene slovanščine in slovanskega jezikoslovja. Po letu 1988, ko je diplomirala, se je na Filozofski fakulteti v Ljubljani, na Oddelku za slovenistiko izpopolnjevala iz slovenščine pod mentorstvom Jožeta Toporišiča. 
Od leta 1989 deluje na Filološki fakulteti v Beogradu, sprva kot asistentka za slovenščino na Oddelku za srbski jezik in južnoslovanske jezike. 
Magistrirala je s temo iz teorije prevajanja z magistrsko nalogo Prevodi Maupassantovih del iz francoščine v srbščino in slovenščino. Leta 2004 pa je doktorirala iz primerjalne slovensko-srbske slovnice z doktorsko disertacijo Sistem zaimenskih besed v srbskem in slovenskem jeziku. Leta 2005 je postala docentka, leta 2010 izredna profesorica in leta 2015 je bila izvoljena v naziv redne profesorice na Filološki fakulteti v Beogradu, kjer je uvedla slovenščino kot vzporedno študijsko smer na Oddelku za splošno jezikoslovje, prav tako pa je uvedla tudi možnost, da študentje izberejo slovenski jezik kot drugi tuji jezik. Poučevala je tudi na Univerzi v Novem Sadu in Kragujevcu, deluje pa tudi kot sodna prevajalka za slovenski jezik v Srbiji.  

## Projekti
Poleg znanstvenih člankov je avtorica ali soavtorica Slovenske slovnice, Srbsko-slovenskega in Slovensko-srbskega slovarja ter učbenika najvišje ravni za študij in strokovni študij slovenskega jezika.
Od ustanovitve leta 2001 je aktivno vključena v delo Društva Slovencev Sava v Beogradu. S pomočjo Veleposlaništva Republike Slovenije in Ministrstva za šolstvo in šport Republike Slovenije ji je leta 2002 uspelo uvesti dopolnilni pouk slovenščine za otroke slovenskega porekla, ki živijo v Srbiji. Kot učiteljica je skupaj z ostalimi člani društva organizirala številne kulturne prireditve, organizirala strokovne izlete za mlade v Sloveniji in obiskovala druga društva v Srbiji. Redno piše, lektorira in soureja Bilten Savojskega društva. Aktivno sodeluje z učitelji dopolnilnega pouka in vodstvi društev za podporo kulturnim dejavnostim, predvsem promociji slovenskega jezika in kulture med mladimi v Srbiji.
V Nacionalnem svetu slovenske narodne manjšine je avtorica in soavtorica kulturnih projektov, v katere so dejavno vključeni predvsem mladi. Organizirala je več izobraževanj za sloveniste v Srbiji, na katerih so gostovali strokovnjaki iz Slovenije. Delovala je tudi kot predsednica Odbora za izobraževanje, kjer se je zavzemala za uveljavitev slovenščine kot jezika narodne manjšine v osnovne šole v Republiki Srbiji.
Med leti 2012 in 2017 je bila članica Sveta Vlade Republike Slovenije za Slovence po svetu. 

#### Slovenščina na univerzi v Beogradu
Poučevanje slovenskega jezika na Univerzi v Beogradu je bilo predvideno že od leta 1947, a se ni izvajalo, ker ni bilo predavatelja. Tudi po letu 1985, ko so se študentje slovenščino že učili kot obvezni predmet na katedri za srbski jezik in južnoslovanske jezike ter na katedri za srbsko književnost in jugoslovanske književnosti, je problem ostajal. Leta 1989 je bila za asistentko izvoljena Maja Đukanović, in to po izpolnjevanju pri prof. Jožetu Toporišiču na Filozofski fakulteti v Ljubljani. 
V devetdesetih letih (po spreminjanju fakultetnega statuta) je postala slovenščina izbirni predmet, kar pomeni, da so pouk obiskovali zgolj zainteresirani študentje srbskega jezika in književnosti. . Po učnih načrtih naj bi se študenti slovenščine naučili pasivno, kar je verjetno izhajalo iz časov, ko so se slovenska besedila brala že v osnovnih in srednjih šolah. Pristop k predmetu je bil temu kontrasten. V prvih tednih so se študentje seznanili z osrednjimi imeni in dogodki slovenske kulture in jezikoslovja ter zgodovino slovenskega knjižnega jezika. Na vajah so se posvečali predvsem prebiranju in prevajanju slovenskih besedil, tudi zgodovinskih rokopisov in časopisnih člankov. Posebno so bile priljubljene ure, na katerih je bil uporabljen avdiomaterial, saj jim je omogočal bližji stik z jezikom . 

#### Avtorski učbenik
Maja Đukanović je soavtorica učbenika z naslovom S Slovenščino po svetu. Namenjen je predvsem študentom, ki se učijo slovenščine kot drugega tujega jezika in si želijo znanje izpopolniti.
Učbenik je izdala znanstvena založba Filozofske fakulteta leta 2012 in obsega 131 strani. 
Vključuje poglavja: 1. Študij, 2. Tujina, 3. Navade in običaji, 4. Prazniki, 5. Miti in legende,  6. Slovenske specialitete, 7. Glasba, 8. Šport, 9. Ljubezen in poezija, 10. Kraljestvo živali,                      
11. Eko potrošništvo, 12. Ulična umetnost, 13. Zdravje, 14. E-pošta, 15. Tehnika, 16. Črna kronika, 17. Frazeologija 18. Literatura